# Sidi Mansour
Sidi Mansour (franska: Sidi Mansour (CR), Sidi Mansour (Commune Rurale), arabiska: سيدي علي لبراحلة) är en kommun i Marocko.   Den ligger i provinsen Rehamna och regionen Marrakech-Safi, 210 km sydväst om huvudstaden Rabat. Antalet invånare är 6 318.